# Phyllocnema lygaea
Phyllocnema lygaea là một loài bọ cánh cứng trong họ Cerambycidae.